# كتلة الدهون النسبية
إن كتلة الدهون النسبية (RFM)هي صيغة بسيطة لتقدير الوزن الزائد أو السمنة لدى البشر والتي لا تتطلب سوى حساب يعتمد على نسبة الطول وقياسات الخصر.
يرتبط ارتفاع الدهون في الجسم مع زيادة مخاطر سوء الصحة والوفيات المبكرة. كتلة الدهون النسبية هو إجراء أنثروبومتري بسيط يزعم أنه أكثر ملاءمة من نسبة الدهون في الجسم وأكثر دقة من مؤشر كتلة الجسم التقليدي (BMI).
يتم ضرب نسبة الطول وطول الخصر للمريض ب 20 قبل طرحه من رقم (كما هو موضح في الشكل الغامق أدناه) الذي يضبط للفروق بين الجنسين والطول:
كتلة الدهون النسبية لذكور البالغين: 64 - (محيط 20 × الارتفاع / الخصر)
كتلة الدهون النسبية للإناث البالغات: 76 - (محيط 20 x ارتفاع / محيط الخصر)
على الرغم من أنه تم التحقق بشكل عام من قاعدة بيانات تضم حوالي 12000 بالغ، لم يتم تقييم كتلة الدهون النسبية حتى الآن في الدراسات الطولية لعدد كبير من السكان لتحديد كتلة الدهون النسبية الطبيعية وغير الطبيعية فيما يتعلق بالمشاكل الصحية المرتبطة بالسمنة.